# Ampharetidae
Ampharetidae ist der Name einer Familie meist kleiner, in weichen Sedimenten in Wohnröhren lebender Vielborster (Polychaeta), die in Meeren weltweit als Detritusfresser zu finden sind.

## Merkmale
Die Ampharetidae haben einen kurzen und kompakten Körper mit einer deutlichen Segmentierung, wobei die Segmente des Thorax sowohl Notopodien als auch Neuropodien tragen, die Segmente des Abdomens dagegen nur Neuropodien. Das vergleichsweise kleine Prostomium ist länglich, gerundet oder spitz und befindet sich oberhalb einer größeren Einheit, die aus dem verschmolzenen ersten und zweiten Segment besteht. Das Peristomium ist zu Lippen und einem „Munddach“ reduziert. Während Antennen ganz fehlen, sind die Palpen am Peristomium als kurze und schlanke Mundtentakel ausgebildet und in der Mundhöhle an einem oberseitigen Vorhang befestigt, doch können gelegentlich auch ein oder zwei sehr viel größere Palpen mit Wimpernrinne vorhanden sein. Am Prostomium befinden sich seitlich kommaförmige Nuchalorgane, bei manchen Arten auch ein Paar Augenflecken. Die Längsmuskeln verlaufen in vier Strängen. Die Parapodien treten ab dem 2., 4. oder 5. Segment auf. Die Notopodien am Thorax sind kurz und zylindrisch, während die Neuropodien über den ganzen Körper hinweg Tori sind. An den vorderen Segmenten befinden sich bis zu vier Paar Kiemen, die sich je nach Art untereinander gleichen oder über den Körper hinweg in ihrer Gestalt unterscheiden. Epidermispapillen fehlen, und das Pygidium trägt je nach Art zahlreiche oder auch keine Cirren. Lateralorgane sind vorhanden, doch fehlen Rückencirren. Aciculae fehlen, und die Borsten sind am Notopodium kapillarförmig und am Neuropodium hakenförmig. Bei manchen Arten können vorn an den Notopodien auch Paleae, bei anderen große paarige Haken sitzen.
In den ersten beiden Segmenten befindet sich eine Kehlmembran. Das Buccalorgan ist nicht ausstülpbar, und der Darm ist bei den meisten Arten geschleift und nur bei wenigen Arten ein gerades Rohr. Das geschlossene Blutgefäßsystem ist wohl entwickelt und mit einem zentralen Herzen ausgestattet. Die Nephridien befinden sich in den ersten Segmenten und sind als Mixonephridien ausgebildet, wobei das erste Paar als Nieren und die übrigen der Entlassung der Gameten dienen.

## Verbreitung und Lebensraum
Die Ampharetidae treten in Meeren weltweit von den Ufern bis in die Tiefsee auf. Sie leben in weichen Sedimenten, wobei sich Arten der Gezeitenzone auch unter Steinen aufhalten.

## Entwicklungszyklus
Die Ampharetidae sind getrenntgeschlechtlich, bei den meisten Arten mit äußerer Befruchtung, doch gibt es in der Familie zahlreiche Fortpflanzungstypen. Alkamaria romijina bebrütet ihre Eier, aus denen frei schwimmende Larven schlüpfen, während bei Ampharete grubei die Eier im freien Meerwasser befruchtet werden, sich dann aber direkt zu kriechenden Würmern entwickeln. Hobsonia florida brütet wiederum ihre Eier in ihrer Wohnröhre aus, wo sie sich direkt zu kriechenden Würmern entwickeln. Auch Amphicteis floridus und Melinnexis arctica bebrüten ihre Jungtiere in der mütterlichen Wohnröhre. Bei Melinna elisabethae werden dagegen die Eier im freien Meerwasser befruchtet und entwickeln sich zu Larven, die durch Dotter ernährt werden.

## Ernährung
Soweit bekannt, sind die Ampharetidae Detritusfresser, die Nahrungspartikel mithilfe ihrer Mundtentakeln vom Substrat aufsammeln, durch Cilienschlag der Wimpernrinne zum Mund befördern und verschlucken. Darüber hinaus werden auch einzellige Algen und mikroskopische Tiere aufgenommen.

## Unterfamilien und Gattungen
Die rund 240 Arten der Familie Ampharetidae werden auf 63 Gattungen in 2 Unterfamilien verteilt:
- Ampharetinae Malmgren, 1866
  - Abderos Schüller & Jirkov, 2013
  - Adercodon Mackie, 1994
  - Alkmaria Horst, 1919
  - Amage Malmgren, 1866
  - Ampharana Hartman, 1967
  - Ampharete Malmgren, 1866
  - Amphicteis Grube, 1850
  - Amphisamytha Hessle, 1917
  - Amythas Benham, 1921
  - Amythasides Eliason, 1955
  - Andamanella Holthe, 2002
  - Anobothrus Levinsen, 1884
  - Auchenoplax Ehlers, 1887
  - Decemunciger Zottoli, 1982
  - Ecamphicteis Fauchald, 1972
  - Eclysippe Eliason, 1955
  - Emaga Hartman, 1978
  - Endecamera Zottoli, 1982
  - Eusamythella Hartman, 1971
  - Glyphanostomum Levinsen, 1884
  - Gnathampharete Desbruyères, 1978
  - Grassleia Solis-Weiss, 1993
  - Grubianella McIntosh, 1885
  - Hobsonia Banse, 1979
  - Hypania Ostrooumouff, 1896
    - Hypania invalida (Grube, 1860)

  - Hypaniola Annenkova, 1927
  - Jugamphicteis Fauchald & Hancock, 1981
  - Lysippe Malmgren, 1866
  - Melinnampharete Annenkova, 1937
  - Melinnata Hartman, 1965
  - Melinnoides Benham, 1927
  - Neopaiwa Hartman & Fauchald, 1971
  - Neosabellides Hessle, 1917
  - Neosamytha Hartman, 1967
  - Noanelia Desbruyères & Laubier, 1977
  - Orochi Reuscher, Fiege & Imajima, 2015
  - Pabits Chamberlin, 1919
  - Paedampharete Russell, 1987
  - Paiwa Chamberlin, 1919
  - Parampharete Hartman, 1967
  - Paramphicteis Caullery, 1944
  - Paramytha Kongsrud, Eilertsen, Alvestad, Kongshavn & Rapp, 2017
  - Pavelius Kuznetsov & Levenstein, 1988
  - Phyllampharete Hartman & Fauchald, 1971
  - Phyllamphicteis Augener, 1918
  - Phyllocomus Grube, 1877
  - Pseudampharete Hilbig, 2000
  - Samytha Malmgren, 1866
  - Samythella Verrill, 1873
  - Samythopsis McIntosh, 1885
  - Sosane Malmgren, 1866
  - Tanseimaruana Imajima, Reuscher & Fiege, 2013
  - Watatsumi Reuscher, Fiege & Imajima, 2015
  - Weddellia Hartman, 1967
  - Ymerana Holthe, 1986
  - Zatsepinia Jirkov, 1986
- Melinninae Chamberlin, 1919
  - Isolda Mueller, 1858
  - Melinantipoda Hartman, 1967
  - Melinna Malmgren, 1866
  - Melinnopsides Day, 1964
  - Melinnopsis McIntosh, 1885
- ohne Unterfamilie (beziehungsweise „monogenerische Unterfamilien“)
  - Rytocephalus Quatrefages, 1866
  - Uschakovius Laubier, 1973